# Arvīds Vanags
Arvīds Vanags (* 16. Julijul. / 29. Juli 1908greg. in Vaive; † unbekannt) war ein lettischer Fußballspieler.

## Karriere und Leben
Arvīds Vanags wurde im Jahr 1908 in Vaive in der Region Vidzeme in die Familie von Mārtiņš und Emma Vanags geboren. Vanags besuchte die Sekundarschule und später die staatliche Sekundarschule in Cēsis, die er 1928 abschloss. Im Jahr 1931 begann Vanags ein Studium an der Fakultät für Ingenieurwissenschaften der Universität Lettland, das er 1943 abschloss.
Arvīds Vanags spielte in seiner Fußballkarriere zunächst von 1929 bis 1933 für den LSB Riga, davon vier Spielzeiten in der Virslīga, der höchsten lettischen Spielklasse. Vanags gab sein Debüt in der Virslīga im Herbst 1929 in einem Spiel gegen den RFK Riga, das LSB mit 0:5 verlor. In den folgenden Jahren etablierte er sich als Stammtorhüter beim LSB Riga und nahm den Platz von Ādolfs Greble ein, der seine Karriere beendet hatte. Nachdem Vanags 1934 zu JKS Riga gewechselt war, zog er es vor, als Stürmer zu spielen. Anschließend spielte Vanags mehrere Saisons für das Universitätssportteam der Universität Lettlands, je nach Situation auf der Torwart- oder Stürmerposition.
Vanags stand 1931 einmal im Kader lettischen Nationalmannschaft als Ersatztorhüter in einem Länderspiel gegen Estland.

## Weblink
- Lebenslauf bei kazhe.lv (lettisch)

| Personendaten    | Personendaten                        |
| ---------------- | ------------------------------------ |
| NAME             | Vanags, Arvīds                       |
| ALTERNATIVNAMEN  | Vanags, Arvids                       |
| KURZBESCHREIBUNG | lettischer Fußballspieler            |
| GEBURTSDATUM     | 29. Juli 1908                        |
| GEBURTSORT       | Vaive, Gouvernement Livland          |
| STERBEDATUM      | 20. Jahrhundert oder 21. Jahrhundert |